# Återförvisning
Återförvisning innebär i Sverige att en högre beslutande församling eller en domstol hänskjuter ett ärende eller mål nedåt i beslutskedjan för ny handläggning.
Inom processrätten syftar återförvisning på de fall då en högre domstol funnit att en lägre domstol begått ett rättegångsfel som kräver att prövningen görs om. Därmed ska den lägre domstolen, oftast en tingsrätt, i regel pröva samma sak igen på ett korrekt sätt. Förvaltningsdomstolarna kan i vissa fall återförvisa ärenden till en förvaltningsmyndighet och migrationsdomstolarna kan återförvisa ärenden till Migrationsverket.
I riksdagens arbete kan ett betänkande skickas tillbaka till ett utskott för ny handläggning, vilket också kallas för återförvisning.